# Иван Шишман (художник)
 Тази статия е за художника.  За българския цар вижте Иван Шишман.  
Иван Шишман е български художник от Украйна.

## Биография
Роден е в град Измаил, Бесарабия през 1963 г. През 1985 г. завършва Художествено-графичния факултет на Одеския педагогически институт „К. Д. Ушински“. След 1983 г. взима участие в изложби на български художници от Украйна, както и в други колективни и самостоятелни изложби в Украйна и извън нея. От 1993 г. е член на Националния съюз на художниците в Украйна.
Иван Шишман работи предимно като живописец, включително и в областта на църковната живопис.